# Jacqueline Moreau
Pour l’article homonyme, voir Jacqueline Moreau (danseuse).
Pour les articles homonymes, voir Moreau.
Jacqueline Moreau est une  créatrice de costumes française, née le 11 octobre 1929 à Ancenis (Loire-Atlantique).

## Biographie

### Formation universitaire
Jacqueline Moreau fait ses études aux Beaux-Arts de Nantes de 1946 à 1949, en compagnie notamment de Jacques Demy qui était un ami d'enfance : leurs parents respectifs se côtoyaient. Puis de 1949 à 1951, elle poursuit ses études à Paris au sein de l'Institut des hautes études cinématographiques. Elle devient ensuite assistante du chef décorateur Georges Wakhévitch pendant 15 ans.

### Vie privée
Jacqueline Moreau a partagé sa vie avec le décorateur de film et de théâtre Bernard Evein. Ils sont les parents d'Agnès Evein, également créatrice de costumes. Une partie de leurs archives (découpages techniques annotés, notes de travail et d'archives de tournage) sont consultables à la Cinémathèque française.

## Carrière professionnelle

### Filmographie
- 1952 : On ne badine pas avec l'amour de Jean Desailly
- 1954 : Ali Baba et les Quarante voleurs de Jacques Becker
- 1956 : Don Juan de John Berry
- 1956 : Si le roi savait ça de Caro Canaille
- 1956 : Paris Holiday de Gerd Oswald
- 1956 : Escapade de Ralph Habib
- 1956 : Moi et le colonel de Peter Glenville
- 1956 : Tamango de John Berry
- 1957 : Le Bel Indifférent de Jacques Demy
- 1958 : Faibles Femmes de Michel Boisrond
- 1958 : Marie-Octobre de Julien Duvivier
- 1958 : Le Triporteur de Jacques Pinoteau
- 1958 : Robinson et le Triporteur de Jacques Pinoteau
- 1958 : La Femme et le Pantin de Julien Duvivier
- 1960 : Une femme est une femme de Jean-Luc Godard
- 1960 : Le Roi des rois de Nicholas Ray
- 1961 : Les Amours célèbres de Michel Boisrond
- 1961 : Le jour le plus long de Darryl F. Zanuck
- 1961 : Le crime ne paie pas de Gérard Oury
- 1961 : Shéhérazade de Pierre Gaspard-Huit
- 1963 : Cléopâtre de Joseph L. Mankiewicz
- 1963 : Ah ! Si papa savait ça d'Henry Koster
- 1964 : Le Journal d'une femme de chambre de Luis Buñuel
- 1964 : Les Parapluies de Cherbourg de Jacques Demy
- 1964 : Un monsieur de compagnie de Philippe de Broca
- 1964 : Les Tribulations d'un Chinois en Chine de Philippe de Broca
- 1964 : Compartiment tueurs de Costa-Gavras
- 1965 : Les Fêtes galantes de René Clair
- 1966 : Les Demoiselles de Rochefort de Jacques Demy
- 1968 : Un château en enfer (Castle Keep)  de Sydney Pollack
- 1969 : La Voie lactée de Luis Buñuel
- 1969 : L'Aveu de Costa-Gavras
- 1970 : Boulevard du rhum de Robert Enrico
- 1970 : Les Cavaliers (The Horsemen) de John Frankenheimer
- 1972 : Sex-shop de Claude Berri
- 1972 : La Poursuite implacable (Revolver) de Sergio Sollima
- 1972 : La Scoumoune de José Giovanni
- 1973 : Le Train de Pierre Granier-Deferre
- 1974 : Stavisky d'Alain Resnais
- 1975 : Que la fête commence de Bertrand Tavernier
- 1976 : Le Juge et l'Assassin de Bertrand Tavernier
- 1976 : Le Corps de mon ennemi d'Henri Verneuil
- 1977 : Vous n'aurez pas l'Alsace et la Lorraine de Coluche
- 1977 : Le Point de mire de Jean-Claude Tramont
- 1978 : La Raison d'État d'André Cayatte
- 1978 : Lady Oscar de Jacques Demy
- 1981 : Coup de torchon de Bertrand Tavernier
- 1981 : Mille milliards de dollars d'Henri Verneuil
- 1982 : Au nom du roi de Michel Mitrani
- 1982 : Les Brigades du Tigre de Victor Vicas
- 1983 : Hello Einstein de Lazare Iglesis
- 1984 : Un seul être vous manque de Jacques Doniol-Valcroze
- 1984 : Autour de minuit de Bertrand Tavernier
- 1986 : Le Complexe du kangourou de Marc Jolivet
- 1986 : Terminus de Pierre-William Glenn
- 1987 : Le Continent perdu de Jacques Trébouta
- 1987 : La Passion Béatrice de Bertrand Tavernier
- 1988 : L'Œuvre au noir d'André Delvaux
- 1988 : La Vie et rien d'autre de Bertrand Tavernier
- 1989 : Le Fantôme de l'Opéra de Tony Richardson
- 1991 : L.627 de Bertrand Tavernier
- 1992 : L'Instinct de l'ange de Richard Dembo
- 1993 : La Fille de d'Artagnan de Bertrand Tavernier
- 1996 : Capitaine Conan de Bertrand Tavernier

### Théâtre
- 1959 : Carmen de Georges Bizet, mise en scène F. Enriquez, La Scala de Milan
- 1961 : Der Rosa Kavalier de Denis Diderot, Opéra de Zurich
- 1961 : Don Giovanni mise en scène J.Gielen, Opéra de Zurich
- 1962 : Il lungo pranzo di natale, Rome
- 1962 : Ifigenia, Rome
- 1962 : Hérodiade, Rome
- 1962 : Nobilissima Visione, Rome
- 1963 : L'Alacalde de Zalamea mise en scène Jean Couturier, Comédie de Nantes
- 1963 : La Religieuse de Denis Diderot, mise en scène Jacques Rivette, Studio des Champs-Élysées
- 1989 : Port Royal mise en scène Raymond Gérôme, Théâtre de la Madeleine
- 1990 : L'Aiglon mise en scène Jean-Luc Tardieu, au festival d'Angers
- 1990 : Des journées entières dans les arbres mise en scène Jean-Luc Tardieu, MCLA
- 1991 : La Trilogie marseillaise de Marcel Pagnol, adaptation et mise en scène Jean-Luc Tardieu, Théâtre des Variétés
- 1992 : Zoo mise en scène Jean-Luc Tardieu, Espace 44 à Nantes
- 1997 : Le Bonheur à Romorantin mise en scène Jean-Luc Tardieu, Espace 44 à Nantes
- 1998 : Sénateur Fox mise en scène Jean-Luc Tardieu, Espace 44 à Nantes

## Récompenses et distinctions
- 1988 : César des meilleurs costumes pour La Passion Béatrice
- 1990 : nomination au César des meilleurs costumes pour La Vie et rien d'autre
- 1990 : nomination aux Emmy Awards pour Le Fantôme de l'Opéra de Tony Richardson
- 1997 : nomination au César des meilleurs costumes pour Capitaine Conan